# Tempererad regnskog

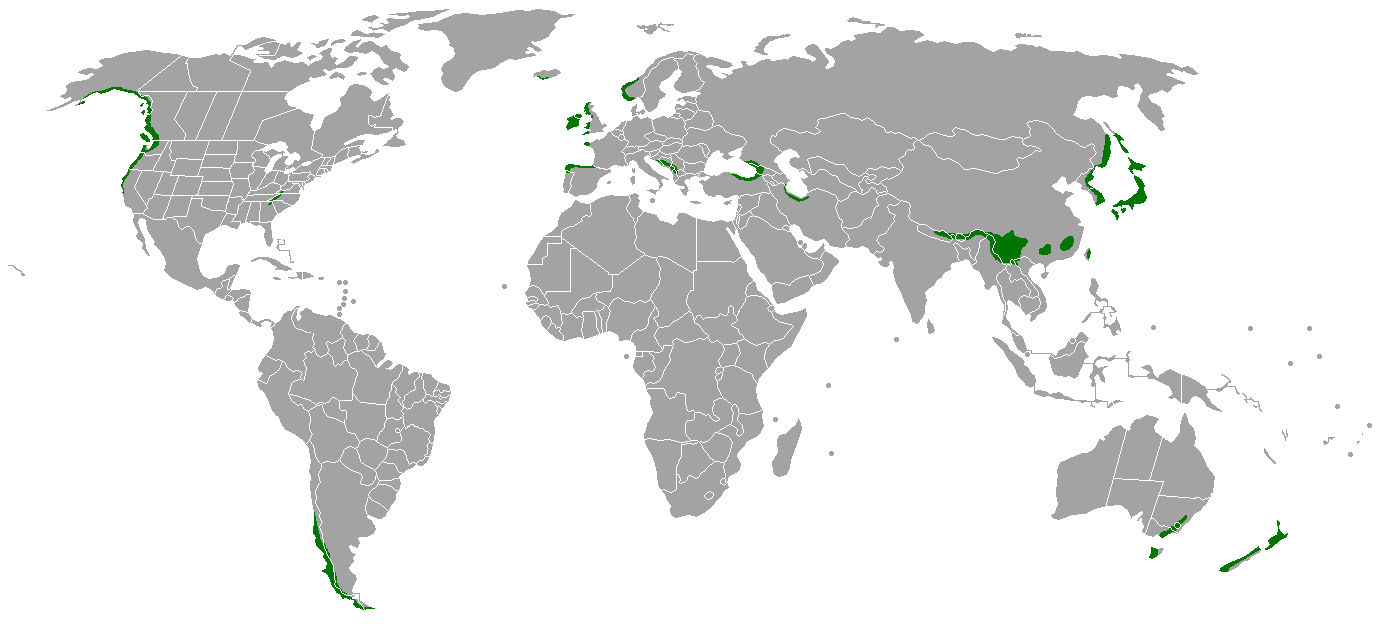
Utbredning av tempererad regnskog i världen

Tempererad regnskog förekommer utanför de subtropiska–tropiska zonerna och finns på alla kontinenter förutom Afrika. Den påträffas alltid nära vatten (vid kuster, stora floder och sjöar) som ger hög luftfuktighet och ökad nederbörd. 

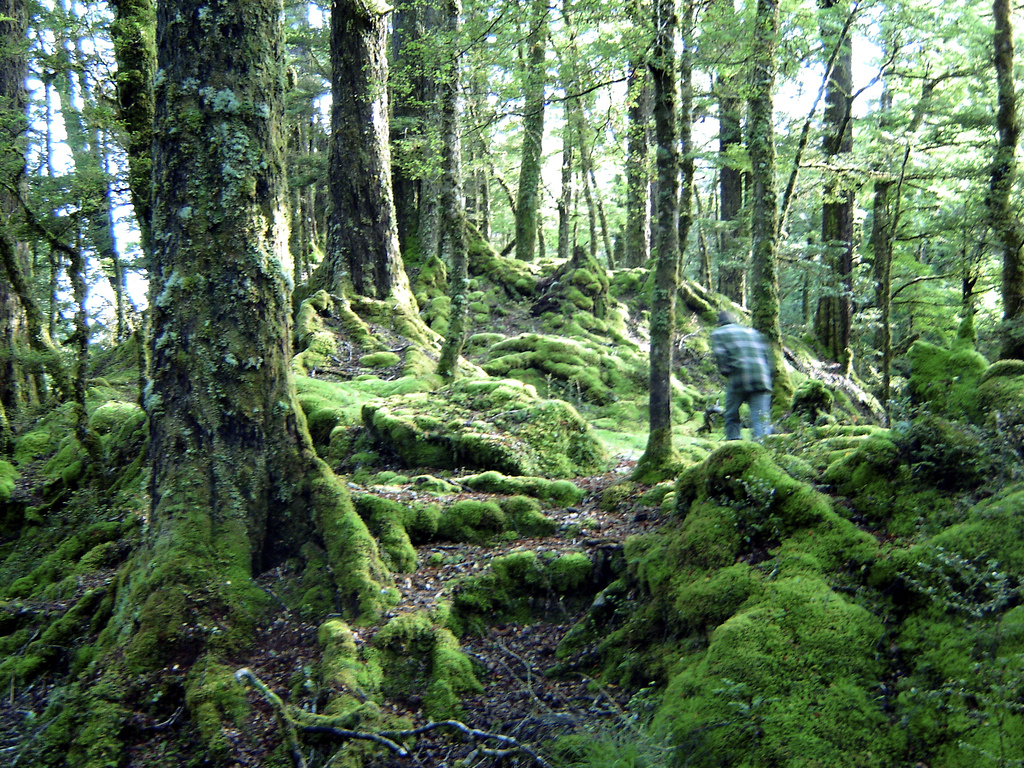
Tempererad regnskog i Nya Zeeland

Tempererad regnskog finns i större utsträckning i: 
- Västra Nordamerika, från norra Kalifornien till sydöstra Alaska
- Chiles västra kust
- Irans norra kust
- Australiens sydöstra kust
- Nya Zeeland
- Japan
- Koreahalvön

Tempererad regnskog finns i mindre utsträckning på Norges västkust och i Sydostasien där den övergår från tropisk till tempererad regnskog. Vid Svarta havet finns det tempererad regnskog i nordöstra Turkiet, västra Georgien och i Ryssland.

## Klimat
De tempererade regnskogarna ligger i den tempererade klimatzonen, det vill säga att medeltemperaturen i den kallaste månaden ska vara mindre än 6 °C och under den varmaste månaden över 10 °C. Det finns även fyra årstider (vår, sommar, höst och vinter).
Man kan dela upp den tempererade klimatzonen i två grupper, den kalltempererade och den varmtempererade. Den kalltempererade klimatzonen definieras med att medeltemperaturen i den kallaste månaden är mindre än 0 °C och i den varmaste månaden är mer än 0 °C. Den tempererade regnskogen i Kanada ligger t.ex. i den kalltempererade zonen.
Hur varmt det är beror inte endast på vilken breddgrad den ligger på utan även om det finns varma eller kalla strömmar som värmer upp marken. 
Nederbörden är inte lika stor som i de tropiska regnskogarna, endast vid höga bergskedjor vid kusten kan det uppnås en årlig nederbörd av 2000 mm. Fuktig luft från havet drar inåt land där den tvingas stiga av bergen, när luften kyls ner så kondenserar vattnet i molnet och det  

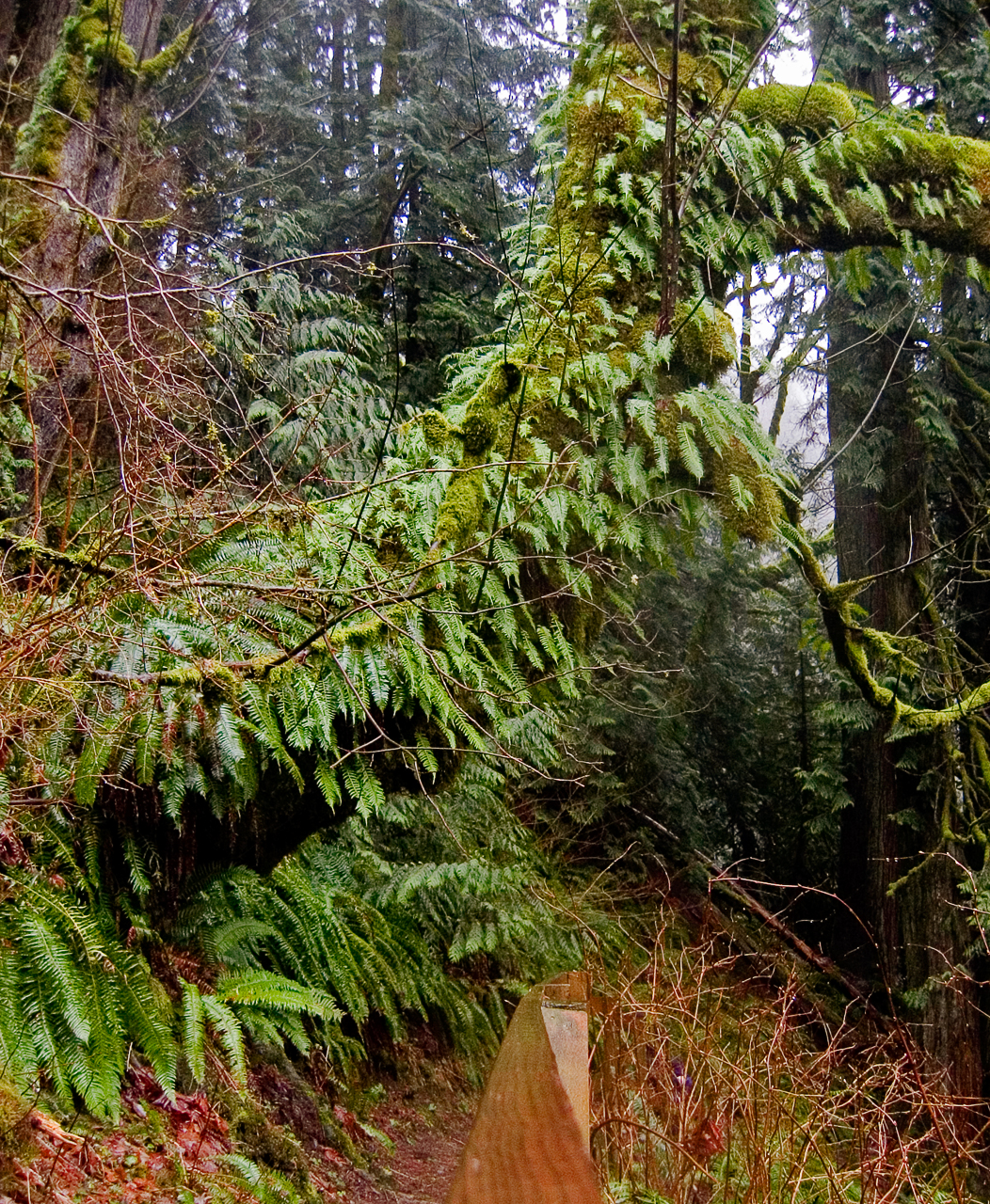
Ett barrträd i nordamerikanska regnskogen

regnar. Denna sorts nederbörd kallas för orografisk nederbörd.

## Flora och fauna
Det finns många träd som är gröna året om men även lövträd, epifyter och en mångfald av trädormbunkar. Trädormbunkar trivs bäst i den tempererade regnskogen. De är jordens äldsta trädart och kan bli över tio meter höga.

## Regnskog i världen

### Tempererade regnskogen i Nordamerika
Terrängen domineras av barrträd men det finns också lövträd och epifyter. I de södra delarna av den tempererade regnskogen finns det mer lövträd och epifyter medan det i norra delarna finns mest barrträd och nästan inga lövträd eller epifyter. Träden kan bli mycket höga och gamla, forskare har hittat träd som är 200 meter höga och över 
2000 år gamla.

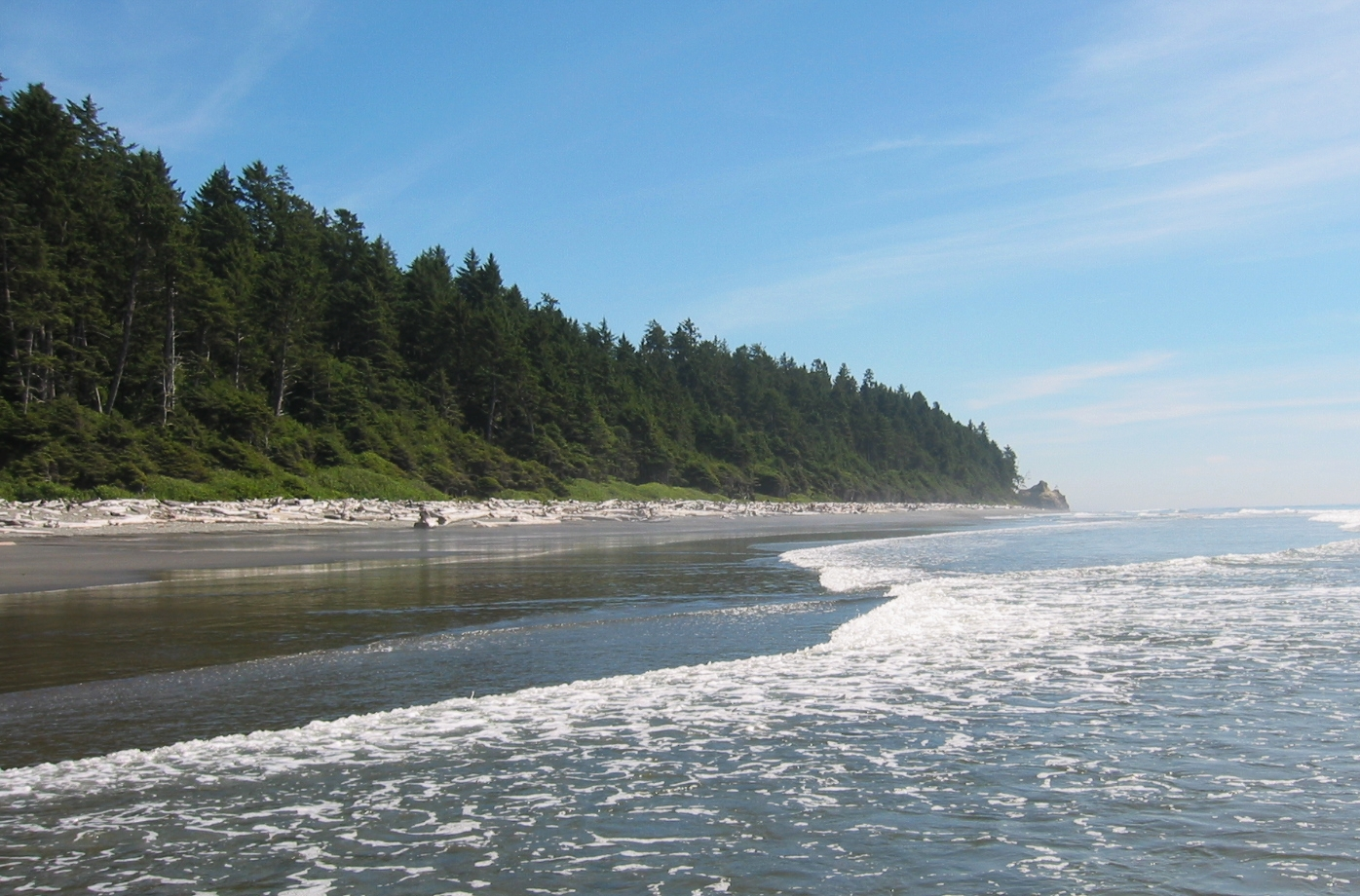
Regnskog vid Olympics Nationalpark

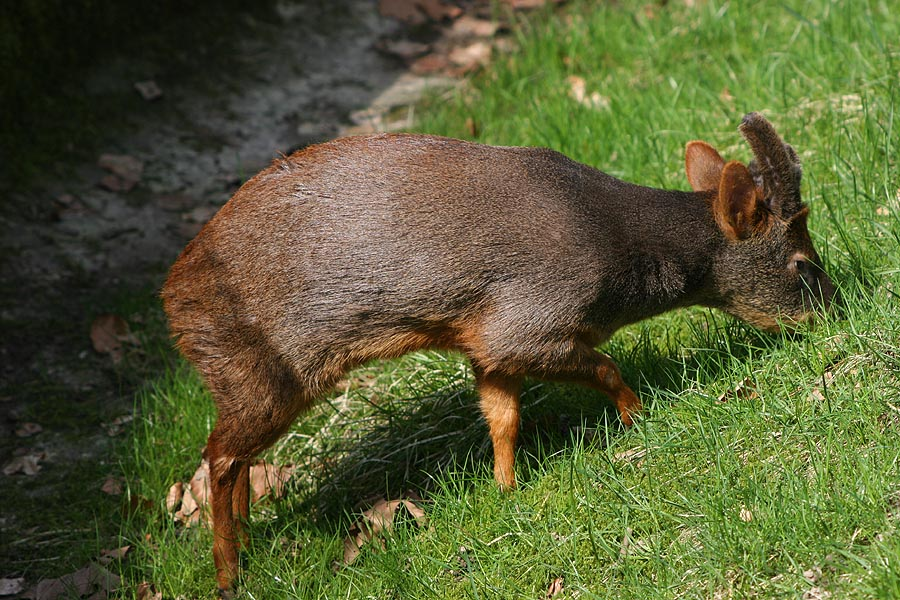
Sydlig pudu

En speciell djurart som finns i den tempererade regnskogen är jättesalamandern. Jättesalamandern blir över 30 cm lång. Den lägger sina ägg i vattendrag där de efter 5 månader kläcks. Jättesalamandern lever endast i de kaliforniska tempererade regnskogarna. 

### Valdivianska tempererade regnskogen
Valvidianska tempererade regnskogen ligger vid den chilenska och argentinska västkusten. Regnskogens namn kommer från den chilenska staden Valdivia. 
Valvidianska tempererade regnskogen är det andra största regnskogsområdet i världen. På somrarna kan temperaturen nå upp till 16 ºC och på vintern ned under 7 ºC. Växtsorterna i skogen liknar de i Nya Zeelands och Australiens tempererade regnskog. Där växer bland annat bambu och röd jättegunnera.
Det finns flera speciella djur som endast lever i Valvidianska tempererade regnskogarna. Arter som endast lever i de chilenska tempererade regnskogarna är exempelvis Puduhjort och Magellanjättespett. Puduhjorten är med 32–44 cm höjd och 84 cm längd världens minsta hjortart. Magellanjättespett är 36 till 38 cm lång och Sydamerikas största hackspett. Världens minsta fågelart, kolibrin, finns också i Valvidianska tempererade regnskogarna.

### Australiens tempererade regnskogar
Till skillnad från andra delar av Australien så härskar ett milt klimat i de sydöstra delarna av Australien.Det milda klimatet bidrar till en mångfald av eucalyptusträd som bildar stora skogar. Eucalyptusträden finns i nästan alla regioner. Sydöstra Australien tillhör till de varmtempererade området. 
Tack vare de stora bestånden av eucalyptus så finns det en mångfald av koalor. En mycket speciell ödla som endast lever i Australiens regnskogar är Hypsilurus spinipes ("Sydlig skogsdrake"). Sydliga skogsdraken är cirka 30 cm lång och är en mästare i kamouflage. Den äter bland annat skalbaggar, spindlar och kackerlackor.

## Hot
Som alla regnskogar så är även den tempererade regnskogen hotad. Införandet av nya arter och avskogning är de största hoten. 90% av Nordamerikas tempererade regnskogar har förstörts av avskogning , och 75% av arterna i Valvidians tempererade regnskog är utrotningshotade.
. Införandet av bland annat råttor, tvättbjörnar och ekorrar har minskat havsfågelbestånden tydligt.Tillgången av olja i Nordamerika har bidragit till att stora delar har förorenats och förstörts.